# 艾米·汉莫
亞曼德·道格拉斯·漢默（英語：Armand Douglas Hammer，1986年8月28日—），美國男演員，知名作品如電影《社群網戰》（2010年）、《強·艾德格》（2011年）和《特務型戰》（2015年）。
2021年，多名女性站出來指控受漢默虐待。漢默否認了這些指控，但指控使他的演藝生涯脫軌；他放棄了幾個未來的項目，並被自己的經紀公司和公關人員拋棄。洛杉磯縣地方檢察官和洛杉磯警察局對他進行調查後，他們以證據不足為由拒絕對他提起刑事指控。漢默在闊別演藝圈近三年後，宣告於2024年重返演藝圈。

## 早年
漢默出生於美國加利福尼亞州洛杉磯。漢默把自己描述為「半猶太人」。母親德魯·安（Dru Ann）的娘家姓為莫布里（Mobley），是一名前銀行信貸員。父親麥可·亞曼德·漢默是擁有多項生意的慈善家與商人。他有一個名為維克托（Viktor）的弟弟。
漢默出身豪門，他的曾祖父亞曼德·漢默是石油大亨兼慈善家，是俄羅斯猶太人後裔。亞曼德·漢默的父母Julius Hammer和Rose是從俄國移居到美國的猶太人。

## 職業生涯
2007年，漢默受喬治·米勒經過漫長的尋找後點名在正義聯盟電影《Justice League: Mortal》中飾演布魯斯·韋恩／蝙蝠俠。該電影將由米勒執導，但後來因米勒退出而取消。
漢默於2013年上映的電視劇改編電影《獨行俠》中與強尼·戴普共同主演。同年，宣布他將演出蓋·瑞奇執導的1960年代電視劇改編電影《紳士密令》，與亨利·卡維爾共同主演，並於2015年上映。漢默還於2016年電影《國家的誕生》中飾演山繆·透納一角。
2016年5月，漢默確認演出《以你的名字呼喚我》，並與堤摩西·柴勒梅德和麥可·斯圖巴共同主演。該片改編自安德烈·阿基曼的同名小說，由盧卡·格達戈尼諾執導，並於2016年5月開始拍攝，於2017年在聖丹斯首映。
2021年，漢默因性虐待和情感虐待指控（包括性侵犯調查），退出了多部正在開發的作品。三年後，漢默加入西部片《熔炉边境》的演出陣容，藉此重返演藝圈。據2025年1月的報導，他將主演烏維·鮑爾的義警題材電影。
2024年10月，漢默在多个平台上推出了自己的播客节目：The Armie HammerTime Podcast。

## 私生活
在2008年的一次訪談中，漢默透露對自己宗教信仰的想法，「我有自己的精神生活，我非常地重視」。
2010年，漢默與電視名人伊莉莎白·錢伯斯結婚，並在教堂舉行婚禮。這由漢默的藝術家朋友泰勒·拉姆齊介紹認識。2014年10月1日，兩人有了一個名為哈波（Harper）的女嬰。2017年1月15日，他们的第二个儿子出生，取名Ford Armand Douglas Hammer。2020年7月與妻子錢伯斯離婚。

### 醜聞
2021年1月，一個匿名Instagram用戶釋出多張截圖，聲稱這些是漢默發送給多名女性的簡訊。簡訊內容涉及性幻想，包含暴力、強暴和食人。漢默與他的律師稱這些內容不真實。截圖流出後不久，另有兩名自稱和漢默交往過的女性告訴媒體，漢默對他們進行身心上的虐待。2021年3月，該名Instagram用戶表明自己是24歲歐洲女子Effie，她稱漢默在2016年至2020年間和她斷斷續續地來往，並對她施以性侵和暴力。洛杉矶警察局自2021年2月3日起開始調查一起漢默涉嫌其中的性侵案件，12月時有消息向媒體透露，漢默不太可能因此被起訴。
輿論蔓延迅速，因為醜聞纏身的關係，漢默退出了許多影視作品。
2023年2月，《航空郵報》發表了一篇題為“Armie Hammer Breaks His Silence”的文章，其中記者James Kirchick檢查並質疑了許多虐待指控。在獨家採訪中，汉莫否認了對他的指控中的犯罪成分，但承認在與指控者的關係中存在情感虐待。他還透露，他在13歲時遭到一名青年牧師的性侵犯。
2023年5月，洛杉磯地區檢察官辦公室和洛杉磯警察局對汉莫進行調查後，沒有對他提出任何指控，理由是證據不足。

## 作品列表

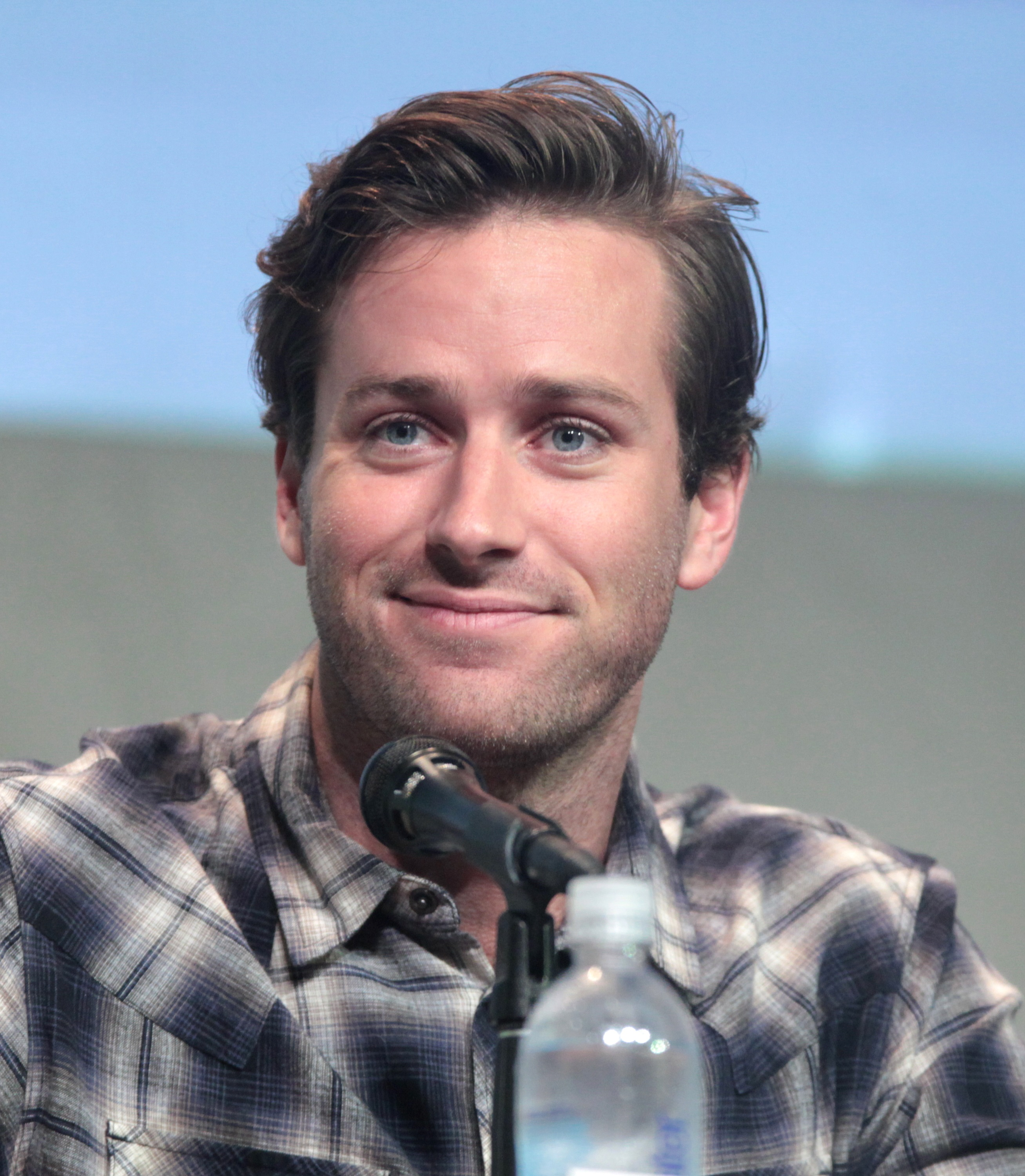
漢默於2015年的聖地亞哥國際動漫展上

### 電影
| 年份 | 標題                 | 角色                                     | 備註 |
| ---- | -------------------- | ---------------------------------------- | --- |
| 2006 | 《真愛無疆》         | 男部長                                   | |
| 2008 | 《驚魂電梯》         | Tommy 湯米                               | |
| 2008 | 《比利的早年生涯》   | 比利·葛培理                              | |
| 2009 | 《青春趴趴走》       | 海灘男孩                                 | |
| 2009 | 《2081》             | Harrison Bergeron 哈里森·鮑格朗          | 短片 |
| 2010 | 《社群網戰》         | 溫克沃斯雙胞胎                           | 好萊塢電影節獎年度最佳整體演出 多倫多影評人協會獎最佳男配角 提名-廣播影評人協會獎最佳演員 提名-芝加哥影評人協會獎最具潛力演員 提名-演員工會獎電影演員優秀演出 |
| 2011 | 《強·艾德格》        | 克萊德·托爾森                            | 提名-美國演員工會獎最佳男配角 提名-達拉斯—沃斯堡影評人協會獎最佳男配角                                                                                        |
| 2012 | 《魔鏡，魔鏡》       | Prince Andrew Alcott 安德烈·奧爾科特王子 | |
| 2013 | 《獨行俠》           | 約翰·雷德／獨行俠                        | |
| 2015 | 《紳士密令》         | 伊利亞·科里亞金                          | |
| 2016 | 《國家的誕生》       | Samuel Turner 山繆·透納                  | |
| 2016 | 《迷離字戀》         | Hutton Morrow 赫頓·摩羅                  | |
| 2016 | 《玩命鎗火》         | Ord 歐德                                 | |
| 2016 | 《亡命雷區》         | Mike Stevens 麥克·史蒂文斯               | |
| 2017 | 《以你的名字呼喚我》 | Oliver 奧利佛                            | 提名-金球獎最佳電影男配角 |
| 2017 | 《寂寞大師》         | 詹姆斯·洛德                              | |
| 2017 | 《Cars 3：閃電再起》 | Jackson Storm 暴風傑克森                 | 配音 |
| 2018 | 《抱歉打擾你》       | Steve Lift 史提夫·李夫                   | |
| 2018 | 《孟買酒店》         | David 大衛                               | |
| 2018 | 《法律女王》         | 馬丁·D·金斯伯格                          | |
| 2019 | 《厄鈴》             | Will 威爾                                | |
| 2020 | Query                | Jim 吉姆                                 | 短片 |
| 2020 | 《蝴蝶夢》           | Maxim de Winter 邁克斯姆·德溫特          | |
| 2022 | 《尼羅河謀殺案》     | Simon Doyle 西蒙·道爾                    | |
| TBA  | 《熔炉边境》         |                                          | |
| TBA  | 《公民义警》         | Sanders 桑德斯                           | |

### 電視
| 年份 | 標題                          | 角色                            | 備註                                  |
| ---- | ----------------------------- | ------------------------------- | ------------------------------------- |
| 2005 | 《發展受阻》                  | 學生#2                          | 單集：〈The Immaculate Election〉     |
| 2006 | 《美眉校探》                  | Kurt 寇特                       | 單集：〈Wichita Linebacker〉          |
| 2007 | 《慾望師奶》                  | Barrett 巴雷特                  | 單集：「Distant Past」                |
| 2009 | 《獵魔特攻隊》                | Morgan 摩根                     | 5集                                   |
| 2009 | 《花邊教主》                  | Gabriel Edwards 蓋布瑞·愛德華茲 | 4集                                   |
| 2012 | 《辛普森一家》                | 溫克沃斯雙胞胎                  | 配音；單集：〈The D'oh-cial Network〉 |
| 2012 | 《特工老爹》                  | 汽車銷售員                      | 配音；單集：〈The Wrestler〉          |
| 2018 | 《約翰·奧利佛之昔日新聞報報》 | 他自己                          | 1集                                   |
| 2019 | 《荒野求生全明星》            | 他自己                          | 1集                                   |

### 電子遊戲
| 年份 | 標題                  | 角色              | 備註 |
| ---- | --------------------- | ----------------- | ---- |
| 2013 | 《迪士尼無限世界》    | 約翰·雷德／獨行俠 |      |
| 2014 | 《迪士尼無限世界2.0》 | 約翰·雷德／獨行俠 |      |
| 2015 | 《迪士尼無限世界3.0》 | 約翰·雷德／獨行俠 |      |

## 外部連結
- 艾米·汉莫在互联网电影资料库（IMDb）上的資料（英文）
- 在AllMovie上艾米·汉莫的頁面（英文）
- Armie Hammer on Talk of Fame （页面存档备份，存于）
- 5. L.A. Natives You Ought to Know: Armie Hammer from The Social Network, October 2010 at the Daily Truffle